# Quintín Barrientos
Quintín Barrientos Villalobos (Osorno, 22 de febrero de 1899-Santiago, 12 de noviembre de 1987) fue un abogado y político radical chileno. Hijo de Rosauro Barrientos y de Domitila Villalobos, contrajo matrimonio en 1931 con Amanda Ermelina Harbin Vargas.

## Actividades Profesionales
Fue educado en los Liceos de Osorno y Temuco, además de la Escuela Normal de Valdivia. Ingresó al Instituto de Educación Física de la Universidad de Chile, donde además siguió estudios de Derecho. Se graduó de Profesor Normalista en 1919 y Profesor de Estado con mención en Gimnasia en 1932.
Desempeñó la docencia en la Escuela Superior N.º 1 de Osorno (1919-1923), paralelamente, trabajó en el Liceo de la misma ciudad. Se trasladó luego a la capital, pasando a ser parte del cuerpo docente del Instituto Nacional (1928-1937).
Fue también corredor de propiedades, hasta 1953 y Consejero de la Caja de Crédito Agrario, hasta 1960.

## Actividades Deportivas
Se destacó como futbolista del Club Social de Deportes Rangers. Fue secretario de la Asociación Atlética de Osorno y su presidente (1936-1939).
Delegado de Chile al Congreso Panamericano de Atletismo celebrado en Buenos Aires, Argentina. 
Fundador de la Brigada de Scout del Liceo de Osorno, organizador del Jamboree realizado en [Santiago], con motivo de la visita del Príncipe de Gales al país.

## Actividades Políticas
Militante del Partido Radical, fue secretario general del partido en tres períodos consecutivos. Fundador y presidente del Centro de Propaganda Radical “Manuel Antonio Matta”.
Elegido Diputado representante de la 23ª agrupación departamental de Osorno y Río Bueno (1941-1945), siendo parte de la comisión permanente de Educación. Reelegido Diputado por la misma agrupación (1945-1949), integrando esta vez la comisión de Agricultura y Colonización. Nuevamente Diputado (1949-1953), integró finalmente la comisión de Defensa Nacional.